# Undertale Soundtrack
Undertale Soundtrack (stilizzato UNDERTALE Soundtrack) è una colonna sonora del compositore statunitense Toby Fox, pubblicata il 15 settembre 2015.

## Descrizione
Contiene i brani realizzati per il videogioco Undertale, creato da Fox stesso. Le musiche sono state create attraverso FL Studio utilizzando SoundFont e sintetizzatore gratuiti e composte con poche iterazioni. Fa eccezione il tema principale, che invece ha subito continue modifiche in fase di produzione.
Secondo quanto spiegato da Fox, le tracce sono state ispirate dalle musiche dei giochi di ruolo del Super NES, come ad esempio EarthBound, e dal webcomic Homestuck (per il quale Fox ha lavorato su alcune musiche); lo stesso ha affermato di aver provato a ispirarsi a tutta la musica che ascolta, in particolare a quella dei videogiochi. Secondo Fox, più del 90% dei brani sono stati composti specificatamente per il gioco. MEGALOVANIA, il brano usato durante la battaglia contro Sans, è stato precedentemente utilizzato in Homestuck e in una delle ROM hack di  Earthbound di Fox. Per ogni sezione del gioco, Fox ha composto la musica prima di programmare, per aiutarsi «a decidere come la scena sarebbe dovuta andare». Inizialmente ha utilizzato un tracker musicale per comporre la colonna sonora, ma l'ha ritenuto troppo difficile da usare. Ha infine deciso di suonare differenti segmenti musicali e unirli su una base.

## Promozione
Undertale Soundtrack è stato pubblicato il 15 settembre 2015 per il download digitale su Bandcamp, iTunes e Steam, oltre ad essere stato reso disponibile in streaming su Spotify.
Per celebrare il primo anniversario del gioco, nel 2016 Fox ha reso disponibile attraverso il proprio blog cinque brani inediti non utilizzati per il gioco. Quattro delle canzoni del gioco sono state pubblicate come DLC ufficiale per la versione di Steam di Taito's Groove Coaster. Nello stesso anno la iam8bit ha pubblicato un'edizione doppio vinile contenente 41 dei brani della versione originaria.

## Accoglienza
La colonna sonora di Undertale è stata ben accolta dalla critica, giudicandola parte del successo del gioco, in particolare per l'utilizzo di vari leitmotif per i personaggi utilizzati attraverso varie tracce. In particolare Hopes and Dreams, la musica della battaglia contro Asriel nel finale pacifista, recupera molte tracce del personaggio principale, ed è «un modo perfetto per chiudere il viaggio», secondo Nadia Oxford di USgamer. La Oxford ha notato che questa traccia in particolare dimostra l'abilità di Fox nel «trasformare vecchie canzoni in esperienze completamente nuove», usata in tutta la colonna sonora del gioco. Tyler Hicks di GameSpot ha comparato la musica alle «melodie bit-based».
In particolare la traccia Megalovania, colonna sonora della battaglia contro Sans, ha ottenuto un notevole successo sul web divenendo un meme di internet. In Giappone la traccia è divenuta nuovamente molto popolare nel momento in cui è stata usata dal due volte campione olimpico di pattinaggio Yuzuru Hanyu nel suo show RE_PRAY.

## Tracce

### CD, download digitale
1. Once Upon a Time – 1:29
2. Start Menu – 0:32
3. Your Best Friend – 0:23
4. Fallen Down – 0:57
5. Ruins – 1:32
6. Uwa!! So Temperate – 0:56
7. Anticipation – 0:22
8. Unnecessary Tension – 0:17
9. Enemy Approaching – 0:56
10. Ghost Fight – 0:56
11. Determination – 0:50
12. Home – 2:03
13. Home (Music Box) – 2:02
14. Heartache – 1:48
15. Sans. – 0:50
16. Nyeh Heh Heh – 0:32
17. Snowy – 1:44
18. Uwa!! So Holiday – 0:30
19. Dogbass – 0:06
20. Mysterious Place – 0:44
21. Dogsong – 0:37
22. Snowdin Town – 1:16
23. Shop – 0:50
24. Bonetrousle – 0:57
25. Dating Start! – 1:56
26. Dating Tense! – 0:26
27. Dating Fight! – 0:35
28. Premonition – 1:01
29. Danger Mystery – 0:18
30. Undyne – 0:45
31. Waterfall – 2:06
32. Run! – 0:26
33. Quiet Water – 0:32
34. Memory – 1:15
35. Bird That Takes You over a Small Disproportionately Small – 0:25
36. Dummy! – 2:25
37. Pathetic House – 0:38
38. Spooktune – 0:23
39. Spookwave – 0:25
40. Ghouliday – 0:12
41. Chill – 0:56
42. Thundersnail – 0:42
43. Temmie Village – 0:57
44. Tem Shop – 0:45
45. NGAHHH!! – 1:22
46. Spear of Justice – 1:55
47. Ooo – 0:14
48. Alphys – 1:25
49. It's Showtime! – 0:46
50. Metal Crusher – 1:03
51. Another Medium – 2:22
52. Uwa!! So Heats!! – 0:34
53. Stronger Monsters – 1:03
54. Hotel – 1:27
55. You Can Really Call This Hotel, I Did Not Receive a Mint on My Pillow or Anything – 1:01
56. Confession – 0:42
57. Live Report – 0:17
58. Death Report – 0:47
59. Spider Dance – 1:46
60. Wrong Enemy !? – 0:58
61. Oh! One True Love – 1:24
62. Oh! Dungeon – 0:32
63. It's Raining Somewhere Else – 2:50
64. CORE Approach – 0:12
65. CORE – 2:46
66. Last episode! – 0:07
67. Oh My... – 0:14
68. Death by Glamour – 2:14
69. For The Fans – 1:47
70. Long Elevator – 0:20
71. Undertale – 6:21
72. Song That Might Play When You Fight Sans – 1:02
73. The Choice – 2:12
74. Small Shock – 0:14
75. Barrier – 0:31
76. Bergentrückung – 0:21
77. ASGORE – 2:36
78. You Idiot – 0:34
79. Your Best Nightmare – 4:00
80. Finale – 1:52
81. An Ending – 3:28
82. She's Playing Piano – 0:18
83. Here We Are – 2:06
84. Amalgam – 1:20
85. Fallen Down (Reprise) – 2:30
86. Don't Give Up – 2:02
87. Hopes and Dreams – 3:01
88. Burn in Despair! – 0:21
89. SAVE the World – 1:53
90. His Theme – 2:05
91. Final Power – 0:18
92. Reunited – 4:44
93. Menu (Full) – 0:32
94. Respite – 1:54
95. Bring It In, Guys! – 4:12
96. Last Goodbye – 2:15
97. But the Earth Refused to Die – 0:34
98. Battle Against a True Hero – 2:36
99. Power of "NEO" – 0:30
100. Megalovania – 2:36
101. Good Night – 0:31

Tracce bonus nell'edizione CD
1. Coda – Dating Start (FM Version) – 2:49
2. Flashygoodness – Bereavement – 5:59
3. Coda – Dog Dating – 0:23 – traccia fantasma

### LP
Lato A
1. Once Upon a Time
2. Your Best Friend
3. Fallen Down (Reprise)
4. Ruins
5. Enemy Approaching
6. Determination
7. Home
8. Heartache
9. Sans.
10. Snowy
11. Snowdin Town
12. Bonetrousle
13. Premonition
14. Waterfall

Lato B
1. Quiet Water
2. Memory
3. Dummy!
4. Temmie Village
5. Tem Shop
6. Spear of Justice
7. Alphys
8. Metal Crusher
9. Another Medium
10. Spider Dance
11. Oh! One True Love
12. It's Raining Somewhere Else

Lato C
1. Core
2. Death by Glamour
3. Undertale
4. Asgore
5. Your Best Nightmare
6. Finale

Lato D
1. Here We Are
2. Amalgam
3. Hopes and Dreams
4. Save the World
5. His Theme
6. Respite
7. Last Goodbye
8. Battle Against a True Hero
9. Megalovania

Bonus 7"
1. Dogsong (Extended)